# Drymaria conzattii
Drymaria conzattii är en nejlikväxtart som beskrevs av Duke. Drymaria conzattii ingår i släktet Drymaria och familjen nejlikväxter. Inga underarter finns listade i Catalogue of Life.